# Sarah Blizzard
Sarah Blizzard (* 19. Oktober 1996) ist eine australische Bobfahrerin, welche sowohl als Pilotin als auch als Anschieberin aktiv ist.

## Karriere
Zur Saison 2019/20 wechselte Sarah Blizzard zum Bobsport und absolvierte im Oktober erste Fahrten gemeinsam mit der Pilotin Breeana Walker. In der Saison 2019/20 gehörte Sarah Blizzard gemeinsam mit Stefanie Preiksa als Anschieberinnen zum Bobteam von Breeana Walker. Sarah Blizzard gab beim Europacup-Rennen in Altenberg am 6. Dezember 2019 ihr internationales Debüt als Anschieberin. Gemeinsam mit Breeana Walker belegte sie auf den ENSO Eiskanal dabei den zwölften Platz. Eine Woche später belegten die beiden in Winterberg den neunten Platz. Beim letzten Europacup vor dem Jahreswechsel belegten die beiden Australierinnen den siebten Platz und damit ihr bestes gemeinsames Saisonresultat im Europacup 2019/20 auf der Bahn in Königssee. Nach dem Jahreswechsel ging Breeana Walker im Bob-Weltcup an den Start und Sarah Blizzard durfte am 18. Januar 2020 in Innsbruck ihr Debüt in dieser Rennserie geben. Dabei belegten sie und Breeana Walker auf dem Olympia Eiskanal Igls den 16. Platz. Zum Saisonabschluss nahm Sarah Blizzard im Monobob an den Rennen in La Plagne teil. Bei ihrem Debüt am 7. März 2020 belegte sie den 14. Platz. Einen Tag später belegte sie beim zweiten Monobob-Rennen im französischen Skigebiet den elften Platz. Nach der Teilnahme an den Monobob-Rennen wollte sie nach Australien zurückkehren und sich dort auf das Stawell Gift, das älteste Kurzstreckenrennen in Australien. vorbereiten. Aufgrund der COVID-19-Pandemie musste das Rennen, welches traditional am Osterwochenende in Stawell ausgetragen wird, abgesagt werden.